# Standardni kubični meter
Standardni kubični meter (kratica Sm³, površno pisano tudi Sm3) je dogovorna enota za količino snovi, zlasti plina. Količina snovi je sicer opredeljena z maso, vendar je tekočine in pline nerodno tehtati in raje merimo prostornino. Zaradi raztezanja snovi s temperaturo moramo pri natančnejših meritvah podati temperaturo snovi, pri plinih pa tudi tlak. Za primerjavo količin moramo meritve preračunati na enak tlak in temperaturo. Pri navajanju količine v Sm³ so privzeti naslednji standardni pogoji: tlak 1,01325 bar (101,325 kPa) in temperatura 25 °C. Enoto in kratico največkrat srečamo pri navedbah o količinah zemeljskega plina.
Standardni kubični meter je definiran kot količinska mera za plin s standardom ISO 2533, ki določa zgoraj navedene pogoje, poleg tega pa mora biti plin suh, brez vsebnosti vlage. V Nemčiji je sorodna, a nekoliko različna enota Normkubikmeter s kratico m³ (i.N), oziroma zastarelo kratico Nm³. Nemška definicija za pline (po DIN 1343) določa standardno temperaturo pri 0 °C; za stisnjen zrak pa je (po DIN 1945) določen standardni pogoj temperature 20 °C. Avstrijska definicija Nm³ po GWG (Gaswirtschaftsgesetz)od leta 2008 tudi upošteva standardno temperaturo 0 °C.
Za preračunavanje dejanske prostornine plina pri drugih pogojih je uporabna splošna plinska enačba, ki sicer natančno velja za idealne pline:
{\displaystyle V={\frac {p_{0}TV_{0}}{pT_{0}}}}
kjer pomenijo oznake: V prostornina, p tlak in T temperatura v Kelvinih. Z indeksom 0 so označene količine v referenčnem stanju (na primer pri standardnih pogojih), brez indeksa pa količine v drugem stanju. Če je temperatura enaka (T=T0) se enačba poenostavi v:
{\displaystyle V={\frac {p_{0}V_{0}}{p}}}.
Če je na primer tlak p 100 krat večji od tlaka p0 je prostornina plina stokrat manjša. V velikih plinovodih je tlak nominalno od 70 do 100 barov, torej bo 1 Sm³ zavzel le 0,01 m³ oziroma 10 litrov.